# Strâmba (okręg Bistrița-Năsăud)
Strâmba – wieś w Rumunii, w okręgu Bistrița-Năsăud, w gminie Josenii Bârgăului. W 2011 roku liczyła 438 mieszkańców.